# Byt (film, 1996)
Byt (v originále L'Appartement) je italsko-španělsko-francouzský dramatický film z roku 1996, který režíroval Gilles Mimouni podle vlastního scénáře. Snímek měl premiéru ve Francii dne 2. října 1996.

## Děj
Max se chystá oženit. Osud ho však dostihne, když to nejméně čeká. Když se chystá odjet do Japonska, aby uzavřel obchod, zdá se mu, že v baru zahlédne Lisu, svou bývalou přítelkyni. Prchavá přítomnost ženy v něm oživí zapomenuté city. Odhodlaný ji najít ho čeká jedno překvapení za druhým.

## Obsazení
| Romane Bohringer      | Alice                     |
| Vincent Cassel        | Max                       |
| Jean-Philippe Écoffey | Lucien                    |
| Monica Bellucciová    | Lisa                      |
| Sandrine Kiberlainová | Muriel                    |
| Olivier Granier       | Daniel                    |
| Édouard Baer          | divadelní herec           |
| Eva Ionesco           | žena v cestovní kanceláři |

## Ocenění
- Cena Britského nezávislého filmu za nejlepší cizojazyčný film
- Filmová cena Britské akademie: nejlepší cizojazyčný film